# Ільяпієво
Ільяпі́єво (рос. Ильяпиево) — присілок в Ігринському районі Удмуртії, Росія.

## Населення
Населення — 106 осіб (2010; 137 в 2002).
Національний склад станом на 2002 рік:
- удмурти — 92 %

## Урбаноніми[3]
- вулиці — Джерельна, Зарічна, Польова